# Neobisium speluncarium
Espèce
Synonymes
- Obisium speluncarium Beier, 1928

Neobisium speluncarium est une espèce de pseudoscorpions de la famille des Neobisiidae.

## Distribution
Cette espèce est endémique de Croatie. Elle se rencontre dans le parc national des lacs de Plitvice à Kaluđerovac dans la grotte Šupljara Špilja.

## Habitat
Cette espèce est troglobie.

## Description
L'holotype mesure 3 mm.

## Systématique et taxinomie
Cette espèce a été décrite sous le protonyme Obisium speluncarium par Beier en 1928. Elle est placée dans le genre Neobisium par Beier en 1932.

## Publication originale
- Beier, 1928 : Die Pseudoskorpione des Wiener Naturhistorischen Museums. I. Hemictenodactyli. Annalen des Naturhistorischen Museums in Wien, vol. 42, p. 285-314 (texte intégral).